# LUCA School of Arts
Cet établissement est le continuateur d'une partie des écoles Saint-Luc flamandes créées en 1863 par des membres de la Congrégation des Frères des écoles chrétiennes, congrégation fondée à Reims vers 1680 par Jean-Baptiste de La Salle, mais également d'autres institutions comme le département néerlandophone de l'INRACI. 
En 1995, les écoles Saint-Luc flamandes de Bruxelles et de Gand fusionnèrent avec une série d’autres établissements offrant divers types de formation et situés à Bruxelles, Wavre-Sainte-Catherine, Louvain (le célèbre Institut Lemmens), à Anvers, pour constituer la Hogeschool voor Wetenschap & Kunst (en abrégé W&K ou WenK). Celle-ci s’est depuis 2002 associée à l’université de Louvain, et compte actuellement (2008) quelque 6 000 étudiants. Cependant, cette entité sera de fait démantelée dès 2007-2008, et une série de nouvelles configurations s’apprêtent à se mettre en place. Les quatre départements d’art et d’architecture de l’actuel W&K, savoir : l'institut Lemmens (école de musique), le Narafi (école de photographie et cinéma, Bruxelles), les écoles Saint-Luc (Sint-Lucas Architectuur et Sint-Lucas Beeldende Kunst), ont fait part de leur intention d’ériger une nouvelle haute école d’art et d’architecture, et ce conjointement avec la Media- en design-Academie de la Katholieke Hogeschool Limburg et la Hogeschool Sint-Lukas Brussel.
En attendant, le campus de Saint-Luc à Gand offre les orientations d’étude suivantes :

Bacheliers (académiques et professionalisants) : architecture (bacc. académique) ; architecture d’intérieur (bachelier académique) ; ameublement (bachelier professionnalisant).

Masters : architecture ; architecture d’intérieur ; urbanisme.

## Dénomination
L'appellation « LUCA School of Arts » est une référence à « Sint-Lukas » (Saint-Luc), le nom des écoles Saint-Luc dont certaines ont précédé l'école et fusionné. Originellement, le nom « LUCA » est créé comme acronyme de « Leuven University College of Arts », du fait du rapprochement entre les instituts précédant LUCA et l'université catholique néerlandophone de Louvain, au travers de l'Associatie KU Leuven.

## Élèves
- Cyrielle Raingou (? - ), réalisatrice camerounaise;

- Klaas Van der Linden, artiste peintre belge;
- Maen Florin, sculptrice et céramiste.